# Acid Breaks
Acid Breaks (auch Acid Funk, seltener Chemical Breaks) ist eine Spielart der elektronischen Tanzmusik, die Breakbeats mit Acid-House-Sequenzen kombiniert.

## Geschichte
Als erster Acid-Breaks-Track gilt Acid Break von Zak Baney (Ralph Baney), der 1987 als White Label veröffentlicht wurde. Das Genre ist ein vorrangig US-amerikanisches Phänomen, es hatte seine Hochblüte von der Mitte der 1990er Jahre bis in die frühen 2000er Jahre. Als prototypische und bekannteste Tracks gelten Higher State of Consciousness von Josh Wink (1995) und Keep Hope Alive von The Crystal Method (1995). Acts wie Uberzone und DJ Icey schufen die Verbindung zu anderen Genres, etwa Nu-Skool Breaks, Electro oder Florida Breaks.